# تلف دی‌الکتریک
در مهندسی برق، تلف دی‌الکتریک (به انگلیسی: dielectric loss) میزان اتلاف ذاتی انرژی الکترومغناطیسی مواد دی‌الکتریک (به‌طور مثال گرما) را تعیین می‌کند. می‌توان آن را برحسب زاویه تلف δ یا تانژانت تلف tan(δ) مربوطه پارامتری‌سازی کرد. هر دو به فازور در صفحه مختلط اشاره دارند که بخش‌های حقیقی و موهومی آن جزء مقاومتی (تلف) میدان الکترومغناطیسی و همتای راکتانس (بدون تلف) آن است.

## از چشم‌انداز میدان الکترومغناطیسی
برای میدان‌های الکترومغناطیسی متغیر با زمان، انرژی الکترومغناطیسی معمولاً به صورت امواجی در نظر گرفته می‌شود که از طریق فضای آزاد، در یک خط انتقال، در یک خط میکرواستیپ یا از طریق یک موجبر منتشر می‌شوند. دی‌الکتریک‌ها اغلب در همه این محیط‌ها برای پشتیبانی مکانیکی هادی‌های الکتریکی و نگه داشتن آنها در یک جدایی ثابت یا ایجاد مانعی بین فشارهای مختلف گاز استفاده می‌شوند و در عین حال همچنان توان الکترومغناطیسی را منتقل می‌کنند. معادلات ماکسول برای مؤلفه‌های میدان الکتریکی و مغناطیسی امواج در حال انتشار که شرایط مرزی هندسه محیط خاص را برآورده می‌کنند، حل می‌شوند. در چنین آنالیزهای الکترومغناطیسی، پارامترهای گذردهی ε، نفوذپذیری μ، و رسانایی σ بیانگر خواص محیطی هستند که امواج از طریق آن منتشر می‌شوند. گذردهی می‌تواند دارای مولفه‌های حقیقی و موهومی باشد (که دومی به استثنای اثرات σ، در زیر مشاهده کنید) به طوری که
{\displaystyle \varepsilon =\varepsilon '-j\varepsilon ''.}
اگر فرض کنیم که تابع موجی داریم که
{\displaystyle \mathbf {E} =\mathbf {E} _{o}e^{j\omega t},}
سپس معادله کرل ماکسول برای میدان مغناطیسی را می‌توان به صورت زیر نوشت:
{\displaystyle \nabla \times \mathbf {H} =j\omega \varepsilon '\mathbf {E} +(\omega \varepsilon ''+\sigma )\mathbf {E} }
که در آن ε′′ مؤلفه موهومی گذردهی است که به بار محدود و پدیده آرامش دوقطبی نسبت داده می‌شود، که منجر به اتلاف انرژی می‌شود که از اتلاف ناشی از هدایت بار آزاد که با کمیت σ می‌شود، غیرقابل‌تشخیص است. مولفه ε′ گذردهی بدون تلف آشنا را نشان می‌دهد که توسط حاصلضرب گذردهی فضای آزاد و گذردهی حقیقی/مطلق نسبی داده می‌شود، یا {\displaystyle \varepsilon '=\varepsilon _{0}\varepsilon '_{r}.}

### تانژانت تلف
سپس تانژانت تلف به عنوان نسبت (یا زاویه در یک صفحه مختلط) واکنش تلف به میدان الکتریکی E در معادله کرل به واکنش بدون تلف تعریف می‌شود:
{\displaystyle \tan \delta ={\frac {\omega \varepsilon ''+\sigma }{\omega \varepsilon '}}.}
جواب میدان الکتریکی موج الکترومغناطیسی است
{\displaystyle E=E_{o}e^{-jk{\sqrt {1-j\tan \delta }}z},}
در اینجا:
- {\displaystyle k=\omega {\sqrt {\mu \varepsilon '}}={\tfrac {2\pi }{\lambda }},}
- ω فرکانس زاویه ای موج است و
- λ طول موج در ماده دی‌الکتریک است.

برای دی‌الکتریک‌ها با تلف کوچک، ریشه مربع را می‌توان با استفاده از شرایط صفر و مرتبه اول انبساط دو جمله ای تقریب زد. همچنین، tan δ ≈ δ برای δ کوچک.
{\displaystyle E=E_{o}e^{-jk\left(1-j{\frac {\tan \delta }{2}}\right)z}=E_{o}e^{-k{\frac {\tan \delta }{2}}z}e^{-jkz},}
از آنجایی که توان مجذور شدت میدان الکتریکی است، معلوم می‌شود که توان با فاصله انتشار z کاهش می‌یابد.
{\displaystyle P=P_{o}e^{-kz\tan \delta },}
در اینجا:
Po قدرت اولیه
اغلب سهم‌های دیگری در کاهش توان امواج الکترومغناطیسی وجود دارد که در این عبارت گنجانده نشده است، مانند جریان دیواره هادی‌های یک خط انتقال یا موجبر. همچنین، تجزیه و تحلیل مشابهی را می‌توان برای نفوذپذیری مغناطیسی که در آن مورد استفاده قرار داد.
{\displaystyle \mu =\mu '-j\mu '',}
با تعریف بعدی تانژانت تلف مغناطیسی
{\displaystyle \tan \delta _{m}={\frac {\mu ''}{\mu '}}.}
تانژانت تلف الکتریکی را می‌توان به‌طور مشابه تعریف کرد:
{\displaystyle \tan \delta _{e}={\frac {\varepsilon ''}{\varepsilon '}},}
پس از معرفی یک رسانایی دی‌الکتریک مؤثر (به گذردهی نسبی #محیط اتلاف مراجعه کنید).

## از چشم‌انداز مدار گسسته
خازن یک جزء مدار الکتریکی گسسته است که معمولاً از یک دی‌الکتریک که بین هادی‌ها قرار می‌گیرد ساخته می‌شود. همان‌طور که در شکل زیر نشان داده شده است، یک مدل المان فشرده خازن شامل یک خازن ایده‌آل بدون تلف به صورت سری با مقاومتی است که مقاومت سری معادل (ئی‌اس‌آر) نامیده می‌شود. ئی‌اس‌آر نشان دهنده تلف در خازن است. در خازن‌های کم تلف ئی‌اس‌آر بسیار کوچک است (رسانایی زیاد است که منجر به مقاومت کم می‌شود)، و در خازن‌های با تلف ئی‌اس‌آر می‌تواند بزرگ باشد. توجه داشته باشید که ئی‌اس‌آر صرفاً مقاومتی نیست که در یک خازن با اهم متر اندازه‌گیری شود. ئی‌اس‌آر یک کمیت مشتق شده است که نشان دهنده تلف ناشی از الکترون‌های هدایت دی‌الکتریک و پدیده آرامش دوقطبی محدود است که در بالا ذکر شد. در یک دی‌الکتریک، یکی از الکترون‌های رسانا یا شل شدن دوقطبی معمولاً بر تلف در یک دی‌الکتریک و روش ساخت خاص غالب است. در مورد الکترون‌های رسانا که تلف غالب هستند، پس
{\displaystyle \mathrm {ESR} ={\frac {\sigma }{\varepsilon '\omega ^{2}C}}}
که در آن C ظرفیت بدون تلف است.

یک خازن واقعی یک مدل المان فشرده از یک خازن ایده‌آل بدون تلف سری با مقاومت سری معادل (ئی‌اس‌آر) دارد. تانژانت تلف با زاویه بین بردار امپدانس خازن و محور راکتیو منفی تعریف می‌شود.

هنگام نمایش پارامترهای مدار الکتریکی به عنوان بردار در یک صفحه پیچیده، که به نام فازور شناخته می‌شود، تانژانت تلف خازن برابر با تانژانت زاویه بین بردار امپدانس خازن و محور واکنش منفی است، همان‌طور که در نمودار مجاور نشان داده شده است. تانژانت تلف پس از آن است.
{\displaystyle \tan \delta ={\frac {\mathrm {ESR} }{|X_{c}|}}=\omega C\cdot \mathrm {ESR} ={\frac {\sigma }{\varepsilon '\omega }}} .
از آنجایی که جریان AC یکسان از هر دو ئی‌اس‌آر و Xc عبور می‌کند، تانژانت تلف نیز نسبت تلف توان مقاومتی در ئی‌اس‌آر به توان راکتیو نوسانی در خازن است. به همین دلیل، تانژانت تلف خازن گاهی به عنوان ضریب اتلاف آن، یا متقابل ضریب کیفیت Q، به صورت زیر بیان می‌شود.
{\displaystyle \tan \delta =\mathrm {DF} ={\frac {1}{Q}}.}